# Hemoglobină glicozilată
Hemoglobina glicozilată (hemoglobina glicată sau hemoglobina A1c, HbA1c, A1C sau Hb1c, uneori denumită și Hb1c sau HGBA1C) este o formă de hemoglobină măsurată în primul rând pentru a identifica istoricul hiperglicemiilor necunoscute, estimând concentrația medie de glucoză în plasmă pentru perioada anterioară de trei luni. Testul este limitat la o medie de trei luni, deoarece durata de viață a unei celule roșii este de patru luni (120 de zile). Cu toate acestea, deoarece celulele roșii din sânge nu suferă totodată liza în același timp, HbA1C este luat ca măsură limitată de trei luni. Se formează într-o cale non-enzimatică de glicare prin expunerea hemoglobinei la glucoza din plasmă.
HbA1c este o măsură a componentei beta-N-1-deoxi fructozil a hemoglobinei [1]. Originea numelui derivă din faptul că hemoglobina tip A este separată pe cromatografia cu schimb de cationi. Prima fracțiune care se separă, probabil considerată hemoglobină A pură, a fost desemnată HbA0, următoarele fracțiuni au fost desemnate ca HbA1a, HbA1b și HbA1c, respectiv pentru ordinea lor de eluție. Ulterior, au existat multe subfracțiuni, deoarece tehnicile de separare s-au îmbunătățit. [2] Nivelurile normale de glucoză produc o cantitate normală de hemoglobină glicată. Pe măsură ce crește cantitatea medie de glucoză din plasmă, fracția hemoglobinei glicate crește într-un mod previzibil. Aceasta indică faptul că zahărul din sânge crește și că trebuie luate măsuri.
În cazul diabetului zaharat, cantități mai mari de hemoglobină glicată, indicând un nivel mai scăzut de control al nivelului glucozei din sânge, au fost asociate cu boli cardiovasculare, nefropatie, neuropatie și retinopatie. Un studiu efectuat asupra unui grup de pacienți cu diabet zaharat de tip 1 a constatat că monitorizarea de către persoanele care îi îngrijeau pe HbA1c a dus la schimbări în tratamentul diabetului zaharat și la îmbunătățirea controlului metabolic în comparație cu monitorizarea numai a sângelui sau a glucozei din urină [ Cu toate acestea, un studiu conceput special pentru a determina dacă reducerea nivelului de HbA1c sub 6% normal, utilizând în primul rând insulină și sulfoniluree (ambele cunoscute că ușoară determină scăderea zahărului din sânge), ar reduce rata evenimentelor cardiovasculare la diabetul de tip 2, procesul a fost terminat devreme. [4] Rezultatele negative ar putea fi un rezultat al abordării tratamentului, în special insulină și sulfoniluree, utilizate în grupul de tratament "intensiv" în loc de LCHF, analogi GlP-1 și inhibitori ai SGLT-2, dintre care nici unul nu are aceste probleme & mortalitate.